# Corydalis edulis
Corydalis edulis är en vallmoväxtart som beskrevs av Carl Maximowicz. Corydalis edulis ingår i släktet nunneörter, och familjen vallmoväxter. Inga underarter finns listade i Catalogue of Life.